# Poliopastea sura
Poliopastea sura là một loài bướm đêm thuộc phân họ Arctiinae, họ Erebidae.